# Legio I Illyricorum
Legio I Illyricorum (I Іллірийський легіон) — римський легіон часів пізньої імперії. Сформовано в Ілліриці, за що отримав свою назву.

## Історія
У 272 році створено за наказом імператора Авреліана, який готувався до війни з Пальмірським царством на чолі із Зенобією. Протягом 272–273 роках відзначився у битвах з пальмірцями та захопленні самого міста. У 273 році, після остаточного приборкання Пальміри, за наказом імператора легіон став залогою у підкореному місті. В його завдання входило захист від кочових арабських племен та військ Персії.
В часи Діоклетіана легіонерів застосовували у облаштуванні та відновленні укріплень Пальміри, що стали частиною Арабського лімеса. 298 року брав участь у споруджені шляху Діоклетіана. Близько 300 року було підпорядковано Соссіану Ієроклу, голові провінції Сирії Фенікс. Згодом вексиляція легіону була переміщена до провінції Кам'яниста Аравія, де разом з вексиляціями інших легіонів споруджувала форти Босра, Амата, Думата.
У 315 році за наказом Ліцинія I спрямовано до Єгипту частину легіону разом з III Галльським легіоном, де до 316 року брав участь у придушенні повстання в м.Коптос на Нілі. У 321 році переміщено до м. Сієна (сучасне м. Асуан), де відповідав за захист кордону від нумубійців та ефіопів.
У V ст. відповідно до Notitia dignitatum розташовувався вже в Пальмірі й підкорявся дуксу провінції Сирія Фенікс.